# Danh mục các bài viết về Giáo hội Công giáo

Trang này là một danh sách chủ đề về Giáo hội Công giáo. Đối với danh mục được sắp xếp theo thể loại, xin xem Thể loại:Giáo hội Công giáo Rôma (và các tiểu thể loại khác ở trong đó) nằm dưới cùng của trang này. Một Chủ đề:Công giáo cũng sẽ được thiết lập cho việc tra cứu chung.

Các tiểu danh sách cụ thể từng lĩnh vực, xin xem mục chữ D bên dưới vào tìm danh sách
| Mục lục: A B C D E F G H I J K L M N O P Q R S T U V W X Y Z — Xem thêm |

Danh sách này không đầy đủ, bạn cũng có thể giúp mở rộng danh sách.

## A
A cappella

## B
Biên niên sử Giáo hội Công giáo Rôma
- Bình ca Gregoriano
- Bộ Giáo lý Đức tin
- Bộ Tuyên thánh

## C
Castel Gandolfo
- Công giáo
- Cộng đoàn Taizé
- Chúa Nhật Lòng Chúa Thương Xót
- Chúa nhật Lễ Lá
- Công đồng Vaticanô II
- Caritas Quốc tế
- Chân phước
- Chủng viện (Công giáo)
- Cộng đoàn Taizé
- Cuộc viếng thăm Ad Limina

## D
Dây pallium
- Danh sách dòng tu Công giáo
- Danh sách giáo hoàng
- Danh sách hồng y còn sống
- Danh sách vương cung thánh đường
- Danh sách giáo phận Công giáo
- Dòng Tên
- Dòng Chúa Cứu Thế
- Dòng Cát Minh
- Dòng Anh Em Thuyết Giáo
- Dòng Anh Em Hèn Mọn
- Dòng Mến Thánh Giá
- Dòng La San
- Dòng Đồng Công

## Đ
Đại hội Giới trẻ Thế giới
- Đức ông (Công giáo)
- Đài phát thanh Vatican
- Đức Mẹ hiện ra
- Điện Tông Tòa
- Đức Mẹ Fatima
- Đức Mẹ Sầu Bi‎
- Đội cận vệ Thụy Sĩ

## G
Giáo dân (Giáo dân Công giáo)
- Giáo hoàng
- Giáo hoàng đối lập
- Giáo luật Công giáo 
- Giám mục (Tổng giám mục, Giám mục Phó, Giám mục Phụ tá, Giám mục Hiệu tòa)
- Giáo phận
- Giáo phận Rôma
- Giáo triều Rôma
- Giáo xứ
- Giáo dân
- Giám quản Tông Tòa
- Gậy Mục tử

## H
Habemus Papam 
- Hồng y (Hồng y Đoàn)
- Hiệp hội Bác ái Vinh Sơn
- Hội Linh mục Xuân Bích
- Hiệp ước Latêranô
- Hiệp sĩ Cứu tế
- Hiệp sĩ dòng Đền
- Hiệp sĩ Teuton
- Hiệp thông
- Hội Thừa sai Paris
- Hôn nhân Công giáo

## I
Imprimatur

## K
Khâm sứ Tòa Thánh

## L
- Latinh
- Linh mục
- Lễ Các Thánh
- Lễ Các Đẳng
- Lịch Gregory
- L'Osservatore Romano
- Lectio Divina
- Lòng Chúa Thương Xót
- Ly giáo Đông-Tây

## M
Mật nghị Hồng y

## N
Năm phụng vụ
- Người Công giáo
- Nhà thờ chính tòa
- Nhẫn Ngư phủ
- Nihil obstat
- Nữ tu

## O
Opus Dei

## P
Phẩm trật trong Giáo hội Công giáo Rôma (Giám mục]], Linh mục, Phó tế)
- Phong trào Thiếu Nhi Thánh Thể
- Phan Sinh
- Phó tế

## Q
Quo Vadis?
- Quan hệ ngoại giao của Tòa Thánh
- Quốc vụ khanh (Tòa Thánh)
- Quốc vụ viện Kinh tế (Tòa Thánh)

## R
Rước lễ lần đầu

## S
Sách lễ Rôma
- Sứ thần Tòa Thánh
- Sáu điều răn của Hội Thánh

## T
- Thánh ca
- Tang lễ của Giáo hoàng Gioan Phaolô II‎
- Thánh Giá
- Thánh lễ
- Thánh Phêrô
- Thánh Phaolô
- Thập tự chinh
- Tôi tớ Chúa
- Tôi tớ của các Tôi tớ Chúa
- Tiến sĩ Hội thánh
- Tòa Thánh
- Trống tòa
- Tuần Thánh
- Thứ tư Lễ Tro
- Tin mừng Phục Sinh
- Triều thiên Ba tầng

## U
Universi Dominici Gregis
- Urbi et Orbi

## V
Vatican
- Vạ tuyệt thông
- Viện hàn lâm giáo hoàng về Khoa học
- Viện phụ
- Vương cung thánh đường
- Vương cung thánh đường Đức Bà Cả
- Vương cung thánh đường Thánh Phêrô
- Vương cung thánh đường Thánh Gioan Latêranô